# Patni Computer Systems
Patni Computer Systems Limited war ein indischer IT-Dienstleister mit Firmensitz in Mumbai. Das Unternehmen wurde 1978 gegründet und hatte neben Vertretungen in acht indischen Städten auch 23 internationale Büros in Amerika, Europa und Asien. Im Jahr 2005 beschäftigte das Unternehmen knapp 12.000 Mitarbeiter und erzielte einen Umsatz von 450,3 Millionen US-Dollar. Im Januar 2011 wurde Patni Computer Systems Limited von dem amerikanischen IT-Dienstleister IGATE übernommen.